# Convocazioni alla Coppa del Mondo maschile di pallavolo 2011
Elenco dei giocatori convocati per la Coppa del Mondo 2011.

## Argentina
| N° | Nome                | Ruolo | Data di nascita  | Squadra             |
| -- | ------------------- | ----- | ---------------- | ------------------- |
| -  | Carlos Weber        | All   | 6 gennaio 1966   | -                   |
| 2  | Iván Castellani     | S/O   | 19 gennaio 1991  | Ciudad              |
| 7  | Facundo Conte       | S     | 25 agosto 1989   | Umbria              |
| 8  | Maximiliano Cavanna | P     | 2 luglio 1988    | La Unión de Formosa |
| 9  | Rodrigo Quiroga     | S     | 23 marzo 1987    | Robur Angelo Costa  |
| 10 | Nicolás Bruno       | S     | 24 febbraio 1989 | Boca Juniors        |
| 11 | Sebastián Solé      | C     | 12 giugno 1991   | Bolívar             |
| 12 | Federico Pereyra    | S/O   | 19 giugno 1988   | Funadem             |
| 13 | Cristian Poglajen   | S     | 14 luglio 1989   | Roeselare           |
| 14 | Pablo Crer          | C     | 12 giugno 1989   | Bolívar             |
| 15 | Luciano De Cecco    | P     | 2 giugno 1988    | Gabeca              |
| 16 | Alexis González     | L     | 21 luglio 1981   | Tours               |
| 17 | Mariano Giustiniano | S     | 4 aprile 1986    | Buenos Aires Unidos |
| 18 | Franco López        | L     | 4 febbraio 1989  | Bolívar             |
| 19 | Maximiliano Gauna   | C     | 29 aprile 1989   | Boca Juniors        |

## Brasile
| N° | Nome                | Ruolo | Data di nascita   | Squadra        |
| -- | ------------------- | ----- | ----------------- | -------------- |
| -  | Bernardo de Rezende | All   | 25 agosto 1959    | Rio de Janeiro |
| 1  | Bruno de Rezende    | P     | 2 luglio 1986     | Cimed          |
| 4  | Wallace de Souza    | S/O   | 26 giugno 1987    | Sada           |
| 5  | Sidnei dos Santos   | C     | 9 luglio 1982     | Sesi           |
| 6  | Leandro Vissotto    | S/O   | 30 aprile 1983    | Piemonte       |
| 7  | Gilberto de Godoy   | S     | 23 dicembre 1976  | Cimed          |
| 8  | Murilo Endres       | S     | 3 maggio 1981     | Sesi           |
| 9  | Théo Lopes          | S/O   | 31 agosto 1983    | RJX            |
| 10 | Sérgio dos Santos   | L     | 15 ottobre 1975   | Sesi           |
| 13 | Gustavo Endres      | C     | 23 agosto 1975    | Cimed          |
| 14 | Rodrigo Santana     | C     | 17 aprile 1979    | Sesi           |
| 15 | João Paulo Bravo    | S     | 7 gennaio 1979    | Arkas          |
| 16 | Lucas Saatkamp      | C     | 6 marzo 1986      | RJX            |
| 17 | Marlon Yared        | P     | 27 luglio 1977    | RJX            |
| 18 | Dante do Amaral     | S     | 30 settembre 1980 | RJX            |

## Cina
| N° | Nome           | Ruolo | Data di nascita   | Squadra  |
| -- | -------------- | ----- | ----------------- | -------- |
| -  | Zhou Jianan    | All   | -                 | -        |
| 1  | Bian Hongmin   | C     | 22 settembre 1989 | Zhejiang |
| 2  | Zhan Guojun    | -     | 16 dicembre 1988  | Shanghai |
| 3  | Yuan Zhi       | S     | 29 settembre 1981 | Liaoning |
| 4  | Zhang Chen     | C     | 28 giugno 1985    | Jiangsu  |
| 6  | Liang Chunlong | C     | 25 marzo 1988     | Liaoning |
| 7  | Zhong Weijun   | S     | 20 aprile 1989    | Bayi     |
| 8  | Cui Jianjun    | S     | 1º agosto 1985    | Henan    |
| 10 | Chen Ping      | S     | 1º settembre 1989 | Jiangsu  |
| 11 | Geng Xin       | -     | 15 novembre 1989  | Shandong |
| 14 | Xu Jingtao     | C     | 7 luglio 1988     | Bayi     |
| 15 | Li Runming     | P     | 1º marzo 1990     | Shandong |
| 16 | Ren Qi         | L     | 24 febbraio 1984  | Shanghai |
| 17 | Kong Fanwei    | -     | 4 dicembre 1989   | Liaoning |
| 18 | Song Jianwei   | -     | 4 gennaio 1992    | Shandong |

## Cuba
| N° | Nome               | Ruolo | Data di nascita   | Squadra          |
| -- | ------------------ | ----- | ----------------- | ---------------- |
| -  | Orlando Samuels    | All   | -                 | -                |
| 1  | Wilfredo León      | S     | 31 luglio 1993    | Santiago de Cuba |
| 2  | Lian Estrada       | -     | 12 dicembre 1982  | Santiago de Cuba |
| 4  | Yassel Perdomo     | C     | 23 marzo 1993     | -                |
| 6  | Keibel Gutiérrez   | L     | 6 maggio 1987     | Villa Clara      |
| 7  | Yordan Bisset      | -     | 21 ottobre 1994   | -                |
| 8  | Rolando Cepeda     | S     | 13 marzo 1989     | Sancti Spíritus  |
| 12 | Henry Bell         | S     | 27 luglio 1982    | Santiago de Cuba |
| 13 | David Fiel         | -     | 28 agosto 1993    | -                |
| 14 | Raydel Hierrezuelo | P     | 14 luglio 1987    | Ciudad Habana    |
| 16 | Isbel Mesa         | C     | 2 giugno 1989     | Ciudad Habana    |
| 18 | Yosmany Díaz       | P     | 8 gennaio 1988    | Ciudad Habana    |
| 19 | Fernando Hernández | S/O   | 11 settembre 1989 | Ciudad Habana    |

## Egitto
| N° | Nome                 | Ruolo | Data di nascita  | Squadra      |
| -- | -------------------- | ----- | ---------------- | ------------ |
| -  | Sherif Elshemerly    | All   | -                | -            |
| 2  | Abdalla Ahmed        | P     | 10 ottobre 1983  | Al-Ahly      |
| 4  | Ahmed Abdelhay       | S     | 19 agosto 1984   | Al-Ahly      |
| 5  | Abdellatif Ahmed     | C     | 13 agosto 1983   | Al-Ahly      |
| 6  | Wael Alaydy          | L     | 8 dicembre 1971  | Zamalek      |
| 7  | Ashraf Abouelhassan  | P     | 17 maggio 1975   | Zamalek      |
| 9  | Rashad Atia          | -     | 2 settembre 1986 | El Gaish     |
| 10 | Reda Haikal          | S     | 7 novembre 1990  | Zamalek      |
| 11 | Ahmed Afifi          | S     | 30 marzo 1988    | Zamalek      |
| 13 | Mohamed Badawy       | S     | 11 gennaio 1986  | Zamalek      |
| 15 | Ahmed Abdel Fattah   | C     | 14 giugno 1986   | Police Union |
| 16 | Mohamed Ketat        | C     | 2 marzo 1984     | Al-Ahly      |
| 17 | Mahmoud Abd El Kader | S     | 12 maggio 1985   | Al-Ahly      |
| 18 | Mohamed Issa         | S     | 12 aprile 1988   | Al-Ahly      |
| 19 | Mohamed Moawad       | L     | 26 agosto 1987   | Al-Ahly      |

## Giappone
| N° | Nome                | Ruolo | Data di nascita | Squadra            |
| -- | ------------------- | ----- | --------------- | ------------------ |
| -  | Tatsuya Ueta        | All   | -               | -                  |
| 2  | Yūta Abe            | P     | 8 agosto 1981   | Toray Arrows       |
| 3  | Takeshi Nagano      | L     | 11 luglio 1985  | Panasonic Panthers |
| 5  | Daisuke Usami       | P     | 29 marzo 1979   | Panasonic Panthers |
| 6  | Yoshifumi Suzuki    | C     | 31 marzo 1983   | Suntory Sunbirds   |
| 7  | Takahiro Yamamoto   | S/O   | 12 luglio 1978  | Panasonic Panthers |
| 8  | Kazuyoshi Yokota    | C     | 1º maggio 1986  | Sakai Blazers      |
| 10 | Osamu Tanabe        | L     | 10 aprile 1974  | Toray Arrows       |
| 11 | Yoshihiko Matsumoto | C     | 7 gennaio 1981  | Sakai Blazers      |
| 12 | Kota Yamamura       | C     | 20 ottobre 1980 | Suntory Sunbirds   |
| 13 | Kunihiro Shimizu    | S     | 11 agosto 1986  | Panasonic Panthers |
| 14 | Tatsuya Fukuzawa    | S     | 1º luglio 1986  | Panasonic Panthers |
| 15 | Daisuke Yako        | S     | 7 ottobre 1988  | JT Thunders        |
| 16 | Yūsuke Ishijima     | S     | 9 gennaio 1984  | Sakai Blazers      |
| 18 | Yūta Yoneyama       | S     | 29 agosto 1984  | Toray Arrows       |

## Iran
| N° | Nome             | Ruolo | Data di nascita  | Squadra       |
| -- | ---------------- | ----- | ---------------- | ------------- |
| -  | Julio Velasco    | All   | 9 febbraio 1952  | -             |
| 3  | Amir Hosseini    | P     | 23 luglio 1975   | Paykan        |
| 4  | Mohammad Mousavi | C     | 22 agosto 1987   | Paykan        |
| 7  | Hamzeh Zarini    | S     | 18 ottobre 1985  | Petrochimi    |
| 8  | Farhad Zarif     | L     | 3 marzo 1983     | Saipa         |
| 9  | Alireza Nadi     | C     | 2 settembre 1980 | Paykan        |
| 10 | Amir Ghafour     | -     | 6 giugno 1991    | Barij Essence |
| 12 | Farhad Nazari    | S     | 22 maggio 1984   | Saipa         |
| 13 | Mehdi Mahdavi    | -     | 13 febbraio 1984 | Paykan        |
| 14 | Arash Keshavarzi | -     | 16 febbraio 1987 | Paykan        |
| 15 | Hesam Bakhsheshi | C     | 21 marzo 1984    | Paykan        |
| 16 | Seyed Bazargarde | -     | 16 marzo 1979    | Paykan        |
| 19 | Arash Kamalvand  | S     | 11 maggio 1989   | Saipa         |

## Italia
| N° | Nome               | Ruolo | Data di nascita   | Squadra            |
| -- | ------------------ | ----- | ----------------- | ------------------ |
| -  | Mauro Berruto      | All   | 8 maggio 1969     | -                  |
| 1  | Luigi Mastrangelo  | C     | 17 agosto 1975    | Piemonte           |
| 3  | Simone Parodi      | S     | 16 giugno 1986    | Lube               |
| 4  | Andrea Bari        | L     | 5 marzo 1980      | Trentino           |
| 7  | Michał Łasko       | S/O   | 11 marzo 1981     | Jastrzębski Węgiel |
| 9  | Ivan Zaytsev       | S     | 2 ottobre 1988    | M. Roma            |
| 10 | Dante Boninfante   | P     | 7 marzo 1977      | M. Roma            |
| 11 | Cristian Savani    | S     | 22 febbraio 1982  | Lube               |
| 12 | Simone Buti        | C     | 19 settembre 1983 | Gabeca             |
| 13 | Dragan Travica     | P     | 28 agosto 1986    | Lube               |
| 14 | Alessandro Fei     | C     | 29 novembre 1978  | Treviso            |
| 15 | Emanuele Birarelli | C     | 8 febbraio 1981   | Trentino           |
| 17 | Andrea Giovi       | L     | 19 agosto 1983    | Umbria             |
| 18 | Giulio Sabbi       | S/O   | 10 agosto 1989    | M. Roma            |
| 20 | Mattia Rosso       | S     | 28 maggio 1985    | Padova             |

## Polonia
| N° | Nome               | Ruolo | Data di nascita   | Squadra            |
| -- | ------------------ | ----- | ----------------- | ------------------ |
| -  | Andrea Anastasi    | All   | 8 ottobre 1960    | -                  |
| 1  | Piotr Nowakowski   | C     | 18 gennaio 1987   | Asseco Resovia     |
| 2  | Michał Winiarski   | S     | 28 settembre 1983 | Skra Bełchatów     |
| 5  | Paweł Zagumny      | P     | 18 ottobre 1977   | ZAKSA              |
| 6  | Bartosz Kurek      | S     | 29 agosto 1988    | Skra Bełchatów     |
| 7  | Jakub Jarosz       | S/O   | 10 febbraio 1987  | Top Volley Latina  |
| 9  | Zbigniew Bartman   | S/O   | 4 maggio 1987     | Jastrzębski Węgiel |
| 10 | Łukasz Wiśniewski  | C     | 3 febbraio 1989   | AZS Częstochowa    |
| 13 | Michał Kubiak      | S     | 23 febbraio 1988  | Jastrzębski Węgiel |
| 14 | Michał Ruciak      | P     | 22 agosto 1983    | ZAKSA              |
| 15 | Łukasz Żygadło     | P     | 2 agosto 1979     | Trentino           |
| 16 | Krzysztof Ignaczak | L     | 15 maggio 1978    | Asseco Resovia     |
| 17 | Paweł Zatorski     | L     | 21 giugno 1990    | Skra Bełchatów     |
| 18 | Marcin Możdżonek   | C     | 9 febbraio 1985   | Skra Bełchatów     |
| 19 | Patryk Czarnowski  | C     | 1º novembre 1985  | ZAKSA              |

## Russia
| N° | Nome              | Ruolo | Data di nascita   | Squadra               |
| -- | ----------------- | ----- | ----------------- | --------------------- |
| -  | Vladimir Alekno   | All   | 4 dicembre 1966   | Zenit-Kazan           |
| 2  | Denis Birjukov    | S     | 8 dicembre 1988   | Lokomotiv Novosibirsk |
| 3  | Nikolaj Apalikov  | C     | 26 agosto 1982    | Zenit-Kazan           |
| 4  | Taras Chtej       | S     | 22 maggio 1982    | Belogor'e             |
| 6  | Evgenij Sivoželez | S     | 6 agosto 1986     | Zenit-Kazan           |
| 7  | Sergej Makarov    | P     | 28 marzo 1980     | Fakel                 |
| 8  | Sergej Tetjuchin  | S     | 23 settembre 1975 | Belogor'e             |
| 9  | Aleksandr Sokolov | L     | 1º marzo 1982     | Fakel                 |
| 10 | Roman Jakovlev    | S     | 13 agosto 1976    | Dinamo Krasnodar      |
| 12 | Aleksandr But'ko  | P     | 18 marzo 1986     | Lokomotiv Novosibirsk |
| 13 | Dmitrij Muserskij | C     | 19 ottobre 1988   | Belogor'e             |
| 16 | Pavel Kruglov     | S/O   | 17 settembre 1985 | Dinamo Mosca          |
| 17 | Maksim Michajlov  | S/O   | 19 marzo 1988     | Zenit-Kazan           |
| 18 | Aleksandr Volkov  | C     | 14 febbraio 1985  | Zenit-Kazan           |
| 20 | Aleksej Območaev  | L     | 22 maggio 1989    | Zenit-Kazan           |

## Serbia
| N° | Nome                    | Ruolo | Data di nascita   | Squadra         |
| -- | ----------------------- | ----- | ----------------- | --------------- |
| -  | Igor Kolaković          | All   | -                 | -               |
| 1  | Nikola Kovačević        | S     | 14 febbraio 1983  | Nižnij Novgorod |
| 2  | Uroš Kovačević          | S     | 6 maggio 1993     | ACH Volley      |
| 3  | Miloš Vemić             | S     | 8 marzo 1987      | Friedrichshafen |
| 5  | Vlado Petković          | P     | 6 gennaio 1983    | Umbria          |
| 6  | Miloš Terzić            | S     | 13 giugno 1987    | Tours           |
| 7  | Dragan Stanković        | C     | 18 ottobre 1985   | Lube            |
| 10 | Miloš Nikić             | S     | 31 marzo 1986     | Gabeca          |
| 11 | Mihajlo Mitić           | P     | 17 settembre 1990 | Stella Rossa    |
| 12 | Milan Rašić             | C     | 2 febbraio 1985   | ACH Volley      |
| 14 | Ivan Miljković          | S/O   | 13 settembre 1979 | Fenerbahçe      |
| 16 | Aleksandar Atanasijević | S/O   | 4 settembre 1991  | Skra Bełchatów  |
| 17 | Borislav Petrović       | C     | 6 gennaio 1988    | Stade Poitevin  |
| 18 | Marko Podraščanin       | C     | 29 agosto 1987    | Lube            |
| 19 | Nikola Rosić            | L     | 5 agosto 1984     | Friedrichshafen |

## Stati Uniti
| N° | Nome              | Ruolo | Data di nascita  | Squadra               |
| -- | ----------------- | ----- | ---------------- | --------------------- |
| -  | Alan Knipe        | All   | -                | -                     |
| 1  | Matthew Anderson  | S     | 18 aprile 1987   | Modena                |
| 2  | Sean Rooney       | S     | 13 novembre 1982 | Gabeca                |
| 3  | Evan Patak        | S/O   | 23 giugno 1984   | Umbria                |
| 4  | David Lee         | C     | 8 marzo 1982     | Dinamo Mosca          |
| 5  | Richard Lambourne | L     | 6 maggio 1975    | Stati Uniti           |
| 6  | Paul Lotman       | S     | 3 novembre 1985  | Asseco Resovia        |
| 8  | William Priddy    | S     | 1º ottobre 1977  | Zenit-Kazan           |
| 9  | Ryan Millar       | C     | 22 gennaio 1978  | Lokomotiv Novosibirsk |
| 10 | Riley Salmon      | S     | 2 luglio 1976    | Buenos Aires Unidos   |
| 12 | Russell Holmes    | C     | 1º luglio 1982   | Jastrzębski Węgiel    |
| 13 | Clayton Stanley   | S/O   | 20 gennaio 1978  | Ural                  |
| 14 | Kevin Hansen      | P     | 19 marzo 1982    | Arkas                 |
| 15 | Brian Thornton    | P     | 22 aprile 1985   | Jastrzębski Węgiel    |
| 17 | Maxwell Holt      | C     | 12 marzo 1987    | Piacenza              |